# Robert Scannewin
Robert Scannewin (* 5. Oktober 1985 in Dresden) ist deutscher Fußballspieler.

## Karriere
Seine Karriere begann er in der Jugend von Dynamo Dresden. In der Saison 2004/05 spielte er beim FV Dresden 06 Laubegast in der Oberliga. Ein Jahr später startet er in der Landesligaelf von Dynamo Dresden und schafft den Sprung in die erste Mannschaft, für welche er in der Spielzeit 2005/06 zwei Einsätze in der 2. Bundesliga bestritt. Im Januar 2007 wechselte er zum ZFC Meuselwitz in die Oberliga Nordost Süd. In der Saison 2007/08 spielte er für Bayer 04 Leverkusen II in der Oberliga Nordrhein und eine Saison später in der Regionalliga West. Zur Saison 2009/10 kehrte er in die Oberliga zurück und spielte für RB Leipzig. Im ersten Ligaspiel für den neu gegründeten Verein erzielte Scannewin beim 1:1 gegen Carl Zeiss Jena II den Ausgleichstreffer und damit das erste Ligator in der Vereinsgeschichte des RB Leipzig. Nachdem er in der Rückrunde nur in der zweiten Mannschaft von RB Leipzig eingesetzt worden war, verließ er den Verein nach der Saison. Im Sommer 2010 schloss er sich dem SSV Markranstädt in der Landesliga Sachsen an, mit dem er in der Spielzeit 2011/12 als Meister in die Oberliga Nordost aufstieg. Nach drei Jahren in Markranstädt wechselte er 2013 zum Ligarivalen Heidenauer SV. Dort spielte er ebenfalls drei Jahre bis zu einem erneuten Wechsel, diesmal zum FV Dresden 06. Daneben arbeitet Scannewin für einen Tiefkühlprodukte-Hersteller.